# Moriah van Norman
Pour les articles homonymes, voir Norman.
Moriah van Norman, née le 30 mai 1984 à San Diego (Californie, États-Unis), est une ancienne joueuse américaine de water-polo. Elle est médaillée d'argent aux Jeux de 2008 ainsi que double championne du monde en 2007 et 2009.

## Palmarès

### Jeux olympiques
- Jeux olympiques d'été de 2008 à Pékin ( Chine) :
  -  médaille d'argent du tournoi féminin

### Championnats du monde
- Championnats du monde 2009 à Rome ( Italie) :
  -  médaille d'or du tournoi féminin
- Championnats du monde 2007 à Melbourne ( Australie) :
  -  médaille d'or du tournoi féminin
- Championnats du monde 2005 à Montréal ( Canada) :
  -  médaille d'argent du tournoi féminin

### Jeux panaméricains
- Jeux panaméricains de 2007 à Rio de Janeiro ( Brésil) :
  -  médaille d'or du tournoi féminin